# Katalog archiwalny
Katalog archiwalny – rodzaj pomocy archiwalnej stworzonej przez archiwistów, dotyczącej zasobu danego archiwum. W katalogu zamieszczane są informacje o zbiorach lub zespołach opracowanych w danym archiwum. Zawiera zwykle wykaz jednostek archiwalnych należących do danego zespołu (zbioru) z ich częściowym opisem. Katalog sporządzany jest według ustalonych kryteriów i norm archiwalnych. 